# Klaus Thormaehlen
Klaus Ferdinand Thormaehlen (* 23. April 1892 in Hanau; † 4. Juli 1981 in Bad Kreuznach) war ein deutscher Ingenieur, Winzer und der Erfinder der Mulchmähsichel.

## Leben
Klaus Thormaehlen wurde als jüngster Sohn des Lehrers für Architektur der dortigen Kunstakademie Emil Thormählen und der Kunstgewerbeschullehrerin Else Thormaehlen geb. Altenkirch geboren. Er war der jüngere Bruder von Ludwig Thormaehlen, der später dem Stefan-George-Kreis angehörte. 1913 legte Klaus Thormaehlen sein Abitur am Friedrich-Wilhelm-Gymnasium in Köln ab. Von 1913 bis 1914 studierte er Maschinenbau in Zürich, 1914 Philosophie in Berlin und von 1914 bis 1915 Staatswissenschaft in Bonn. 1915 wurde er in einer Granatzünder-Fabrik in Mannheim dienstverpflichtet. 1916 absolvierte er eine Militärausbildung zum Fernmeldetechniker und leistete Kriegsdienst an der Westfront als Fernmelder. Wegen einer Kniebeschädigung wurde er ausgemustert. Ab 1917 absolvierte er ein Studium an der Technischen Universität Darmstadt und schloss dieses 1922 als Diplom-Ingenieur für Maschinenbau und Elektrotechnik ab. Von 1922 bis 1924 arbeitete er als Ingenieur bei Brown, Boveri & Cie. in Mannheim. Von 1924 bis 1928 war er in Herdecke Betriebsleiter des Kraftwerkes „Cunowerk“ des Kommunalen Elektrizitätswerkes Mark AG Hagen. Während dieser Tätigkeit arbeitete er sich in die Thematik der Kohlenstaubfeuerung ein. Er erhielt dazu drei Patente, die unter folgenden Veröffentlichungsnummern registriert sind:
- DE 443358: Kohlenstaubfeuerung mit einer dem Verbrennungsraum vorgelagerten Trocken- und Zuendkammer[1]
- DE 452576: Entschlackungsvorrichtung für Kohlenstaubfeuerungen[2]
- DE 541517: Zerkleinerungsvorrichtung für körniges Gut, bei welcher dessen Teile durch gegeneinander gerichtete Ströme eines gasförmigen Druckmittels gegeneinander geschleudert werden[3]

Von 1929 bis 1937 war er Kraftwerksleiter in der Zeche Gneisenau der Harpener Bergbau AG in Derne. Von 1937 bis 1944 war er Betriebsleiter der Zeche Gneisenau und später auch der Zeche Scharnhorst. In diesen Betrieben wurden sowjetische Kriegsgefangene als Zwangsarbeiter eingesetzt. Ab 1947 bewirtschaftete Klaus Thormaehlen das Weingut und die Weinkellerei seines Großvaters Carl Altenkirch in Bad Kreuznach. Klaus Thormaehlen war zweimal verheiratet und hatte sieben Kinder.

## Erfindung der Mulchmähsichel
Als Winzer sah er sich in den 1950er-Jahren vor das Problem gestellt, die Bereiche zwischen den Reben von Unkraut zu befreien. Diese mühselige Arbeit wurde von Hand in gebückter Haltung erledigt. Um Abhilfe zu schaffen, erfand er 1961 die Mulchmähsichel, für die er 1962 unter der Veröffentlichungsnummer DE 1851396U das Gebrauchsmuster erhielt. Die Mulchmähsichel ist ein motorgetriebenes Gerät, mit dem man stehend in aufrechter Haltung an unzugänglichen Stellen Unkraut entfernen kann, wobei der Motor auf dem Rücken getragen wird. Heute sind im Weinbau die modernen Motorsensen beziehungsweise Freischneider üblich.

## Johannes-Theodor-Thormaehlen-Stiftung
Die 1998 von seinem Sohn Johannes-Theodor Thormaehlen gegründete Stiftung sammelt, dokumentiert, erhält und veröffentlicht die Zeugnisse der geistigen, künstlerischen und handwerklichen Arbeit der Mitglieder der Familie Thormaehlen.